# Foxley
Foxley – wieś w Anglii, w hrabstwie Norfolk, w dystrykcie Breckland. Leży 24 km na północny zachód od Norwich i 160 km na północny wschód od Londynu.
Miejscowość liczy 279 mieszkańców.